# Comuna Pșenîcinîkî, Tîsmenîțea
Pșenîcinîkî (în ucraineană Пшеничники) este o comună în raionul Tîsmenîțea, regiunea Ivano-Frankivsk, Ucraina, formată din satele Pohonea și Pșenîcinîkî (reședința).

## Demografie
Componența lingvistică a comunei Pșenîcinîkî
     Ucraineană (99,45%)
     Alte limbi (0,48%)
Conform recensământului din 2001, majoritatea populației comunei Pșenîcinîkî era vorbitoare de ucraineană (99,45%), existând în minoritate și vorbitori de alte limbi.